# あんでる
あんでるはさいどすてっぷのアダルトゲームブランド。サブブランドに「C-side」「Espot」がある。当初、あんでるとC-sideは別々のホームページに分かれており、West Vision同様、「afrox.net」のドメインを使用していたが、2007年、さいどすてっぷ立ち上げと同時にホームページを移転しあんでるとC-sideのページも統合された。West Visionの関連ブランドとしてDreamPartyなどイベントでブースの共同出展を行うことが多い。
2008年9月に『コムスメ【孤高娘】』発売を以ってブランド活動休止をホームページ上で告知、2009年1月現在ホームページが閲覧できなくなっている。但し、その後も各ダウンロード販売サイトでの作品ダウンロード販売は継続されている。

## 作品一覧
あんでる
- 確かにキミはココにいた
- でふこん☆わん
- お帰りなさいませ☆ご主人様♪
- 萌萌寮辱（1話から4話まで分割されたダウンロード販売版がある）
- 姉ハメっ!
- るるるとささらの先生☆教えて 〜ボクは女のお坊っちゃま〜
- コムスメ【孤高娘】

C-side
- 恋愛病
- 東京封鎖 〜キミが隣にいた昨日〜
- 赤線街路〜昭和33年の初雪〜

Espot
- マジカルチェンジゆうきくん
- 桜花繚乱
- 淫触の辱夢

※上記のうち、るるるとささらの先生☆教えて 〜ボクは女のお坊っちゃま〜、萌萌寮辱(1話〜4話を一つにまとめたもの)、コムスメ【孤高娘】、でふこん☆わん、お帰りなさいませ☆ご主人様♪(最後の記号は音符ではなくハートになっている)、桜花繚乱、淫触の辱夢、姉ハメっ!、東京封鎖 〜キミが隣にいた昨日〜が携帯用アプリとしてEAAにて無料配布されている。
ただしコムスメ【孤高娘】以外はメルマガ登録(無料)を行わないと最後までプレイすることが出来ない。
厳密にはメルマガの最下部にある「利用期限の更新」を行うことで翌月の最初のメルマガ配信までの期間のみ最後までプレイ可能となる。

## 主なスタッフ
- 犬彦（原画）
- 綾風柳晶（原画）